# 落語家と行くなにわ探検クルーズ
落語家と行く なにわ探検クルーズ（らくごかといく なにわたんけんクルーズ）とは、なんばの湊町リバープレイスを出航場所とし、桂きん太郎を始めとする上方の若手落語家のガイドで大阪市内の川を巡る大阪観光の遊覧船。大阪の歴史や古典落語に登場するコース内の見所を添乗する落語家が面白おかしく解説し、また彼らが披露する小噺や余芸も楽しむことができる。おおさか街あそびキャンペーン推進協議会が企画･運営、一本松海運株式会社の運航により、一年中運航している（年末年始、特定日除く）。
このクルーズに使用されている船舶は一本松海運の所有する遊覧船「きらり」「ほたる」で、屋根の開閉や客室部分の昇降により、天候･潮位の変動に対応できる構造を持っている。

## 運航コース
現在行われている道頓堀川の遊歩道の整備との状況により、下記の2コースを使い分けている。

### 川の環状線コース
道頓堀川通行可能時期に運航、湊町リバープレイス発着、所要時間90分。
- 通行河川は、道頓堀川→木津川→堂島川→大川→東横堀川→道頓堀川
- 通過する主な橋梁は、昭和橋、玉江橋、大江橋、水晶橋、難波橋、天神橋、高麗橋、本町橋、日本橋、相合橋、戎橋
- 主な見所は、道頓堀川水門、京セラドーム大阪、川口キリスト教会、中央卸売市場、大阪国際会議場、蛸の松、大阪市中央公会堂、中之島剣先公園、八軒家船着場跡、東横堀川水門、道頓堀沿岸
- 2023年6月からは東道頓堀川水門が耐震工事をし、地下鉄工事のため湊町リバープレイスが使えないため発着場所とコースが変わっている。道頓堀川を通らないコースとなっているため注意。所要時間変わらず90分。発着場所:湊町リバープレイス→タグボート大正（12時便、14時便）
- 変更後のコースはタグボート大正→木津川（川口キリスト教会）→一本松海運本社前（木津川と土佐堀川が交差する）→堂島川（中之島北側の川）→中之島の東の先（八軒屋船着場が見える）→東道頓堀川と交差する所→造幣局（桜の通り抜け）→OAP→Uターン→土佐堀川（中之島の南側の川）→一本松海運本社前→木津川→タグボート大正